# 리형철
리형철(李亨哲, 1948년~)은 북한 평안북도 태생의 조선민주주의인민공화국의 외교관이다.

## 생애
1948년 북한 자강도에서 태어났다. 북한 외교부에서 연구원 직책을 역임하다가, 외교부 미주국장 근무 이후 유엔 주재 북한대표부 대사로 임명되었다. 북한대표부 대사 시절에는 컬럼비아대학교 한인학생회 초청 연설에 참석하기도 하였으며 반 테러협약에 서명하기도 하였다.

## 경력
- 국제문제연구소 연구원
- 군축 및 평화연구소 연구원
- 외교부 부부장
- 외교부 미주국장
- 유엔 주재 북한대표부 대사[3][4][5]
- 조선로동당 국제부 과장